# Paul Simon (zenész)
Paul Frederic Simon (Newark, 1941. október 13. –) tizenkétszeres Grammy-díjas amerikai énekes, zenész és dalszövegíró, az egykori Simon and Garfunkel duó egyik tagja.
Jelenleg is sikeres szólókarriert folytat.

## Élete
Magyar zsidó család fiaként született az Amerikai Egyesült Államokban. Apja Lajos, főiskolai tanár, nagybőgős-basszusgitáros, Lee Sims zongoristától kölcsönzött néven  tánczenekar-vezető, állítólag elsőként hegedült a Magyar Rádióban. Később nyelvészdiplomát és doktorárust szerzett, egyetemen tanított, 1995-ben hunyt el.
Anyja, Bella Schulman tanítónő 97 évet élt és 2007-ben hunyt el.
Zenei karrierje gimnazista korában kezdődött a Forest Hills High School tanintézetben, ahol megismerkedett Art Garfunkellel, akivel duót alapítottak és eleinte Tom és Jerry néven léptek fel. 1957-ben jelent meg a duó első munkája, a Hey, Schoolgirl a Big Records gondozásában, mellyel a slágerlistán a 49. helyet érték el.
1957 és 1964 között több mint 30 dalt írt, és alkalmanként együtt dolgozott Garfunkellel továbbra is Tom és Jerry néven. Ebből az időből származnak az Our Song, a That's My Story, és a Surrender, Please Surrender számok többek között.

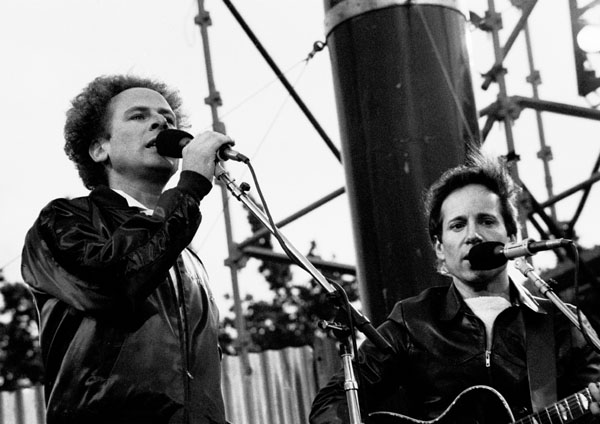
Simon and Garfunkel páros
(Balra Art Garfunkel, jobbra Paul Simon)

1964-ben kötött szerződést a duó a Columbia Records kiadóval. A Columbia Records úgy döntött, hogy egyszerűen Simon and Garfunkel néven fogja szerepeltetni őket. Ugyanebben az évben ki is adták a Wednesday Morning, 3 AM című albumot, ami viszonylag sikertelen volt, csak a The Sounds of Silence című szám örvendett népszerűségnek.
A kudarc után Paul Simon az Egyesült Királyságba utazott, és szóló karriert folytatott. Vidéki klubokban lépett fel, folyamatosan fejlesztve zenei tudását, ennek eredményeként született 1965-ben a The Paul Simon Song Book, amit az Egyesült Királyságban adtak ki. A lemezre olyan nagy slágerek kerültek, mint az I Am a Rock, a Leaves That Are Green, az April Come She Will, a Most Peculiar Man és a még korábban Garfunkellel előadott The Sound of Silence.
Eközben Amerikában Tom Wilson producer, aki korábban Garfunkellel közös lemezüket készítette, anélkül, hogy bármelyiküknek is szólt volna, a The Sound of Silence dalukat újra keverte, dobot, elektromos-, és basszusgitárt is tett a dalba, majd ezt a változatot adta le különböző rádióknál. Az újrakevert változat akkora siker lett, hogy hirtelen a slágerlisták élére került.
Ennek hatására Paul visszatért az Egyesült Államokba és újra Garfunkellel kezdett zenélni. Simon és Garfunkel
1966-ban adták ki közösen a Parsley, Sage, Rosemary and Thyme és a Sounds of Silence című albumokat, 1968-ban pedig a Bookends címűt. Ezeket követte 1970-ben a Bridge over Troubled Water című.
1968-ban a Graduate című film (Magyarországon "Diploma előtt" címmel mutatták be) zenéjéért és annak Mrs. Robinson című dalért Grammy-díjat kaptak.
Az 1970-es évek elejétől kezdve Paul Simon újra Garfunkel nélkül kezdett zenélni és kiadta 1972-ben a Paul Simon című albumot. 1973-ban a There Goes Rhymin album következett, rajta a nagysikerű Kodachrome dallal, majd 1975-ben a Still Crazy After All These Years szólólemez, mely Amerikában a lista első helyezettje lett. A lemez nagy slágerére 50 Ways To Leave Your Lover.
Öt évig nem ad ki Simon lemezt, viszont megkapta első filmszerepét Woody Allen filmjében, az Annie Hallban, igaz csak két-három jelenetben volt látható.
Az Annie Hall után a One Trick Pony című filmben Simon szinte önmagát alakította, de a produkció megbukott, mint a hasonló című újabb szólólemez is.
Hatalmas siker volt viszont 1981-ben, félmilliós tömeg előtt New York-ban a Central Parkban adott koncert Garfunkellel, melyről film és lemez is készült.
1985-ben részt vett a We Are the World projektben, majd 1986-ban előrukkolt a dél-afrikai zenei motívumokra épülő Graceland albummal, ami nagy sikert aratott, rajta az emlékezetes You Can Call Me Al című dallal. 1990-ben The Rhythm of the Saints című albumával a brazil zenei világba kalandozott. 1991-ben 750 ezer nézőnek adott ingyenes koncertet a Central Parkban. Az 1998-ban kiadott The Capeman című musicalje viszont nagy bukásnak számított.
2000-ben jelent meg a You're the One című stúdióalbuma, ami nem lett olyan népszerű, mint a Graceland. 2011-ben, 70. születésnapján adták ki a tizenkettedik, So Beautiful or So What című stúdióalbumát. 2014-ben világkörüli turnén zenélt Sting-gel. Következő albuma 2016-ban jelent meg, a címe Stranger to Stranger, mely Nagy-Britanniában az albumok listáján rögtön az első helyre került.
2018-ban új albumot jelentetett meg In the Blue Light címmel. Ezen a lemezen saját régebbi szerzeményeit dolgozta fel. Különös módon egyetlen dalt sem tartalmaz Simon legnagyobb sikert aratott lemezéről, a Gracelandről, annál több kevéssé ismert számot. A lemezen közreműködik Bill Frisell, Wynton Marsalis, Joe Lovano, Jack DeJohnette és a National együttes gitárosa, Bryce Dessner.

## Díjai, elismerései
- 12 Grammy-díj

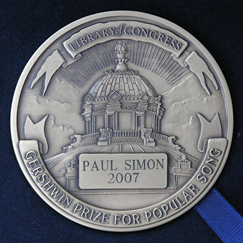
A Kongresszusi Könyvtár Gershwin-díja

- Kétszer került a Rock and Roll Hall of Fame-be, először 1991-ben a Simon & Garfunkel tagjaként, majd 2001-ben szólózenészként.
- 2006-ban a Time-s magazin a világunkat formáló 100 legjelentősebb ember közé választotta.
- 2007-ben a Kongresszusi Könyvtár Gershwin-díj[6]

## Diszkográfia

### Szólólemezek
- The Paul Simon Songbook (1965)
- Paul Simon (1972)
- There Goes Rhymin' Simon (1973)
- Still Crazy After All These Years (1975)
- One-Trick Pony (1980)
- Hearts and Bones (1983)
- Graceland (1986)
- The Rhythm of the Saints (1990)
- Songs from The Capeman (1997)
- You're the One (2000)
- Surprise (2006)
- So Beautiful or So What (2011)
- Stranger to Stranger (2016)
- In the Blue Light (2018)
- Seven Psalms (2023)

## Pedagógiai és jótékony tevékenység
Paul Simon kiemelkedő tevékenységet folytat az iskolás gyermekek zenei nevelésében. 2003 óta hivatalos támogatója a
Little Kids Rock nonprofit projektnek, amely térítésmentesen hangszerekkel lát el és ingyenesen oktat zenére iskolásokat szerte az Egyesült Államokban.